# Philotheria pallidior
Philotheria pallidior är en insektsart som först beskrevs av Ronald Gordon Fennah 1958.  Philotheria pallidior ingår i släktet Philotheria och familjen Dictyopharidae. Inga underarter finns listade i Catalogue of Life.